# Gérald Tremblay
Gérald Tremblay (Ottawa, 20 settembre 1942) è un politico canadese, sindaco di Montréal fino al 2012.

## Biografia
Laureato nel 1970 all'università di Harvard, ha poi intrapreso la carriera manageriale e imprenditoriale e fondato le sue due compagnie, la LT (advising finanziario) e la catena di profumerie "Dans un Jardin". Entra in politica nel 1993, come ministro dell'industria della provincia del Québec, in seguito fonda il partito municipale Vision Montréal, con il quale concorrerà a sindaco nove anni più tardi.
Eletto per la prima volta sindaco della metropoli canadese nel 2002 è stato poi riconfermato per un secondo mandato (2005-2009) e ancora per un terzo che sarebbe dovuto scadere nel 2013, ma è cessato nel 2012 a seguito di dimissioni.
Tremblay, durante il suo periodo di carica ha avviato e ultimato alcuni importanti progetti edilizi per la città come il centro internazionale per la biodiversità, i nuovi grattacieli del quartiere internazionale, l'orchestra sinfonica e il quartiere degli spettacoli. Inoltre il sindaco ha promosso la viabilità ciclabile in città con la costruzione di una delle più grandi reti di piste ciclabili del Nord America. 
Durante la sua amministrazione Montreal è tornata ad essere uno dei primi 20 centri d'affari mondiali (Global Financial Centres Index) dopo diversi anni di assenza nella zona dei primi 25 del ranking, che indica centri finanziari di influenza mondiale.